# صحتي (تطبيق)
صحتي هو تطبيق أطلقته وزارة الصحة السعودية لتقديم الخدمات الصحية للأفراد في المملكة العربية السعودية. يتيح للمستخدم إمكانية الوصول إلى المعلومات الصحية والحصول على عدد من الخدمات الصحية المقدمة من الجهات المختلفة في القطاع الصحي في السعودية. ويعد تطبيق صحتي من أبرز التطبيقات التي أطلقت خلال جائحة كورونا كوفيد-19.

## خدمات تطبيق صحتي
- يتيح التطبيق حجز مواعيد واستعراض تقرير لقاح فيروس كورونا كوفيد-19.
- حجز مواعيد واستعراض نتائج فحوصات كورونا كوفيد-19.
- طبيبي: وهي خدمة تتيح التسجيل مع فريق طبي مسؤول عن تقديم الرعاية الصحية الأولية للفرد وللأسرة بشكل مستمر.
- الاستشارة الفورية: تقدم خدمة استشارية طبية عن بعد من أطباء معتمدين من وزارة الصحة.
- حجز مواعيد تطعيمات عبر أقرب مركز صحي.
- يتيح التطبيق طلب واستعراض بيانات الإجازة المرضية الخاصة بالمستخدم.
- طلب المساعدة والتسجيل في حالة المخالطة لمصاب بفيروس كورونا.
- متابعة المؤشرات الحيوية.
- رصد: نظام تابع للهيئة العامة للغذاء والدواء لتتبع وتعقب جميع الأدوية المسجلة.
- استعراض قائمة الأدوية الخاصة بالمستخدم.
- محفظة صحتي.
- خدمة الشهادة الإلكترونية لتطعيمات الأطفال[2]

## دمج تطبيقات صحية مع صحتي
في 5 فبراير من عام 2022 أعلنت وزارة الصحة السعودية دمج كل من التطبيقات: صحة، تطمن، موعد داخل تطبيق صحتي تحت شعار «كل الصحة في صحتي» وذلك لتسهيل الحصول على الخدمات الصحية دون الحاجة لتنزيل جميع التطبيقات الثلاثة.